# Michael Wachtler
Michael Wachtler (* 2. Februar 1959 in Innichen, Südtirol) ist ein Südtiroler Buchautor und Forscher.

## Leben
In der Studentenzeit begann er mit der Teilnahme an Expeditionen in die Bergwelt. Besonders Kristalle und Versteinerungen erweckten sein Interesse. Sein Lehrmeister, Nolli Huber, stürzte 1984 bei einem gemeinsamen Kristallgang tödlich ab. Von 1980 bis 1990 beteiligte er sich an den Gründungen der Pustertaler Zeitung und der Rundschau von Vinschger in Südtirol.
1990 entdeckte Wachtler in den Dolomiten mit Voltzia dolomitica und Voltzia ladinica zwei neue primitive Koniferenarten. Zudem erforschte er die versteinerten Reste der Pflanzenart Bjuvia dolomitica, einer primitiven Cycadee. Zusammen mit der holländischen Wissenschaftlerin Han van Konijnenburg-van Cittert beschrieb er sie.
In diese Zeit fallen erste Buchveröffentlichungen und Dokumentarfilme, besonders über das Leben von Kristallsuchern in den Alpen oder die Entstehungsgeschichte der Dolomiten.
1999 folgte die Entdeckung der „Fossillagerstätte Piz da Peres“ in den Pragser Dolomiten. Sie wird als „Garten Eden der Urzeit“ eingestuft. Nach der großen Perm-Trias-Katastrophe, bei der über 90 % aller Lebewesen ausstarben, entwickelten sich hier eine Vielzahl von neuen Pflanzen, Fischen und Landlebewesen.

## Megachirella wachtleri
Im Jahr 1999 entdeckte Wachtler ein gut erhaltenes Skelett eines kleinen Reptils, welches den Namen Megachirella wachtleri erhielt. Das Reptil lebte vor rund 240 Millionen Jahren in den norditalienischen Dolomiten. In einer 2013 erschienenen phylogenetischen Studie bestätigten die beiden italienischen Forscher Silvio Renesto und Massimo Bernardi, dass diese Art nahe am gemeinsamen Ursprung der Squamata und Rhynchocephalia, also der Schlangen und Eidechsen, einer der häufigsten heutigen Reptiliengruppen, einzustufen ist.

## Neue Pflanzenarten
Ein von Wachtler gefundener Urfarn wurde von ihm, Han van Konijnenburg – van Cittert und Evelyn Kustatscher 2005 mit dem Namen Gordonopteris lorigae benannt und ehrte damit die schottische Maria Ogilvie-Gordon und die italienische Forscherin Carmela Loriga-Broglio. In der Folge beschrieb Michael Wachtler in seinem „The Genesis of Plants“ eine Fülle von neuen fossilen Pflanzen. Besonders das Nebeneinander einer Fülle von modernen Cycadeengewächsen (Bjuvia) zusammen mit äußerst primitiven Bärlappbäumen (Lycopia) erweckte dabei das Interesse der Wissenschaft. Der österreichische Paläontologe Georg Kandutsch benennt die Farngattung Wachtleria, ein Vorläufer der heute noch auf der Südhalbkugel vorkommenden Lindsaeaceaen nach ihm.

## Aufbau von DoloMythos und Haftstrafe
Wachtler widmete sich gleichzeitig der Organisation von Ausstellungen und Museumskonzepten. Zusammen mit dem Kärntner Georg Kandutsch baute er erste „Schatzkammern der Natur“ auf. Es handelt sich um museale Zentren. Bekannt geworden ist dabei „Dolomythos“ in Michael Wachtlers schlossähnlicher Villa in Innichen. Es zeigt die Geschichte der Dolomiten vom Beginn bis in die Jetztzeit.
Im Dezember 2010 hat eine Sondereinheit der Carabinieri 3.700 archäologische Funde beschlagnahmt, die im Museum Dolomythos aufbewahrt wurden. Die Staatsanwaltschaft ermittelt wegen unrechtmäßigen Besitzes von Kulturgütern und der Einführung von archäologischen Funden aus dem Ausland. Wachtler wird zudem vorgeworfen, die Stücke nicht sachgemäß präpariert zu haben. Das Land Südtirol hat seinerseits eine Schadenersatzklage von 204.599 Euro wegen Schädigung des Ansehens des Landes erhoben. In erster Instanz wurde Michael Wachtler zu einer Haftstrafe von 10 Monaten verurteilt. Wachtler fasste dies als „Urteil gegen die Wissenschaft“ auf.
Das Museum „Dolomythos“ hat jährlich rund 30.000 Besucher.

## Publikationen
- Tirol-Saga. Verlag ATHESIA Spectrum, Bozen ISBN 978-88-6011-068-8
- Die Seele der Natur. Verlag ATHESIA Spectrum, Bozen ISBN 88-6011-038-6
- Die Geschichte der Dolomiten. Verlag ATHESIA Spectrum, Bozen ISBN 88-6011-012-2
- Felsenmenschen. Provinz-Verlag, Brixen ISBN 88-88118-06-3
- mit Günther Obwegs: Krieg in den Bergen. Athesia Spectrum, Bozen ISBN 88-87272-42-5
- Kristallwanderungen, Wie die Menschen lernten, die Steine zu verstehen. Weise, München 2008, ISBN 978-3-921656-72-3.
- Dolomiten – Krieg Tod und Leid (mit Paolo Giacomel und Günther Obwegs). Athesia Spectrum, Bozen 2005, ISBN 978-88-601-1016-9.
- Gebt der Wildnis das Wilde zurück! – Ein Mann der Berge kämpft für die Natur. Kosmos, Stuttgart 2014, ISBN 978-3-440-14160-1.
- The Genesis of Plants. Preliminary researches about the Early-Middle Triassic Fossil Floras from the Dolomites. A Compendium. Dolomythos 2012